# Conan O'Brien
Conan O'Brien (Brookline, 18 d'abril de 1963) és un presentador, humorista, guionista, actor i productor estatunidenc, principalment conegut per presentar el programa d'entrevistes nocturn Late Night with Conan O'Brien (1993-2009) a la cadena NBC, i Conan (2010-2021) a la cadena TBS.
Abans del seu paper de presentador, va ser guionista del programa del programa Saturday Night Live (1988-1991) i de la sèrie Els Simpson (1991-1993).
Des de 2018 presenta el podcast Conan O'Brien Needs a Friend.

## Biografia
Conan Christopher O'Brien nasqué a Brookline, Massachusetts, un suburbi de Boston. És el tercer de sis fills (dues dones i quatre homes) d'una família d'ascendència irlandesa. El seu pare, el Dr. Thomas O'Brien (1929-2024), era un metge d'investigació en l'Hospital Brigham and Women's i professor associat a l'escola mèdica de Harvard, especialitzat en malalties infeccioses. La seva mare, Ruth Reardon O'Brien (1931-2024), era membre de la conselleria jurídica de Boston Ropes & Gray. La seva germana Jane és guionista de comèdies i productora.
Diplomat per la Brookline High School, Conan O'Brien és acceptat a la Universitat Harvard en Història Americana. Durant la seva estada de quatre anys en aquesta prestigiosa escola, va ser redactor per al Harvard Lampoon, la revista humorística del campus. Va ser diplomat de Harvard magna cum laude el 1985 amb un Bachelor of Arts en Història Americana.
També estudià molt sobre la cultura d'Hispanoamèrica. Després realitzà un doctorat en Història de l'Art i un màster a Yale.
El 12 de gener de 2002, O'Brien es va casar amb la publicitària Liza Powell. La missa va ser celebrada a Seattle, a l'Estat de Washington. La parella té dos fills, una noia, Neve, nascuda el 14 d'octubre de 2003 a Nova York i un noi, Beckett, nascut el 9 de novembre de 2005 a Nova York.
Fa d'altra banda un cameo en l'episodi 7 de la primera temporada de la sèrie de la NBC "30 Rock".
Després de la seva graduació de Harvard, O'Brien es va traslladar a Los Angeles. S'ajunta al grup de guionistes de l'emissió Not Necessarily The News, difosa sobre la xarxa HBO. Va passar dos anys amb aquest equip.
El gener de 1988, el productor de la cèlebre emissió Saturday Night Live el va contractar com a guionista. Durant els seus tres anys i migs amb SNL, escriu memorables sketxs, com Nude Beach, Mr. Short-Term Memory i The Girl Watchers.
Durant la primavera de 1991, O'Brien va deixar Saturday Night Live per produir i escriure un pilot d'una sèrie de televisió, titulada Lookwell. Tanmateix, la sèrie on destaca Adam West no té l'èxit esperat i va ser retirada de les ones per la NBC el juliol, després de només un episodi.
La tardor següent, O'Brien és guionista i productor de la truculenta sèrie de la Fox, Els Simpson. De tots els episodis que ha escrit, considera Margina Versus. The Monorail com el seu favorit.
Apareix en l'episodi Bart Gets Famous difós el 1994.
El 26 d'abril de 1993, Lorne Michaels, productor de la NBC, l'escull per reemplaçar David Letterman per dirigir el Late Night With David Letterman, que va ser rebatejat com a Late Night With Conan O'brien. Els tres primers anys del programa d'entrevistes van ser difícils, ja que les crítiques eren més aviat dolentes.
Tanmateix, des de 1997, l'equip de Late Night rep contínuament nominacions als Premi Emmy pels millors guions.
El 27 de setembre de 2004, NBC anunciava que Conan O'Brien reemplaçarà Jay Leno a la direcció del The Tonight Show a partir de 2009.
El 20 de febrer de 2009, O'Brien anima doncs el seu últim Late Night després començà amb el The Tonight Show a partir de l'1 de juny de 2009 a les 23h35. Leno marxava a un nou programa d'entrevistes a la NBC : The Jay Leno Show a les 22h00.
El 10 de gener de 2010, NBC va anunciar la seva intenció de canviar l'horari del The Jay Leno Show per la seva catastròfica audiència, i fer-ne una versió més curta de 30 minuts a les 23h35 i així difondre The Tonight Show a les 00h05.
Conan O'Brien va refusar l'oferta de NBC estimant que el Tonight Show era una emissió emblemàtica als Estats Units des de feia més de 50 anys, i que la seva franja horària no pot ser modificada. Després de diversos dies de negociacions, O'Brien va decidir anar-se’n del Tonight Show el 22 de gener de 2010. Jay Leno va reprendre el seu lloc al Tonight Show l'u de març de 2010, després de la difusió dels Jocs Olímpics d'Hivern de 2010 a la NBC.
Conan O'Brien va intentar presentar un nou programa d'entrevistes del mateix gènere que el The Tonight Show en una altra cadena com més aviat millor. Tanmateix, una de les clàusules del contracte de sortida de la NBC estipulava que no podia fer altres emissions, ni fins i tot donar entrevistes abans de setembre 2010. La cadena Fox era en aquell moment una de les més interessades per recuperar el presentador.
Va atreure de nou l'atenció creant un compte al Twitter des del 24 de febrer de 2010, després anuncia en aquest mateix compte l'11 de març de 2010 un espectacle que passaria per 30 ciutats americanes a partir del 12 d'abril de 2010 titulat «The Legally Prohibited From Being Funny On Television Tour.»
El 12 d'abril de 2010, la cadena TBS va anunciar que va tancar un acord amb O'Brien per presentar un nou programa d'entrevistes a partir de novembre de 2010, Conan, que va presentar des del 8 de novembre de 2010 fins al 24 de juny de 2021.
Des del 2018 presenta el podcast setmanal Conan O'Brien Needs a Friend, juntament amb Sona Movsesian i Matt Gorley. El podcast consisteix majoritàriament d'entrevistes a humoristes i actors com Jeff Goldblum, Adam Sandler, Stephen Colbert, David Letterman, Bill Burr, Tom Hanks i Tina Fey; però també ha entrevistat a persones a qui ell admira com Neil Young, Paul McCartney i John Cleese; i figures polítiques, com els presidents Barack Obama i Joe Biden. El podcast té episodis anomenats Conan O'Brien Needs a Fan on O'Brien entrevista a persones anònimes de tot el món que són seguidors seus.
O'Brien va ser escollit per ser el presentador dels Òscars l'any 2025. També va ser guardonat pel premi Mark Twain Award del mateix any.

## Filmografia
- If I Had Legs I'd Kick You (2025)
- Toy Story 5 (2026)